# Publio Nonio Asprenas (cónsul 38)
Publio Nonio Asprenas (en  latín: Publius Nonius Asprenas) fue un senador del Alto Imperio romano, que desarrolló su cursus honorum en la primera mitad del siglo I, bajo los imperios de Tiberio y Calígula. Su tribu de voto era la Pomptina.

## Familia
Descendiente de una familia patricia de finales de la República romana, que había proporcionado a Julio César en la persona de Lucio Nonio Asprenas uno de sus más importantes colaboradores, su padre fue Lucio Nonio Asprenas, Consul suffectus en 6, su hermano fue Lucio Nonio Asprenas consul suffectus en 29.

## Carrera
Gayo Nonio Asprenas alcanzó el honor del consulado como consul ordinarius en 38, falleciendo asesinado en 41 por la guardia germana de Calígula, cuando este emperador fue asesinado.